# Сонины
Сонины — дворянский род.

## Происхождение и история рода
Происходит, по сказаниям старинных родословцев, от татарина Сага, в крещении Софонтья, потомки коего служили престолу наместниками и воеводами и жалованы от государей поместьями (1552).
При подаче документов (04 февраля 1688) для внесения рода в Бархатную книгу, была предоставлена родословная роспись Сониных.
Род внесён в VI часть родословных книг Тверской, Тульской и Рязанской губерний.

## Описание герба
В щите, имеющем серебряное поле, изображена голова Единорога с шеей натурального цвета, обращённая на левую сторону, с надетым на рог золотым Кольцом, над которым помещена голубая Корона.
Щит увенчан дворянским шлемом и короной. Нашлемник: три страусиных пера. Намёт на щите голубой, подложенный серебром. Герб рода Сониных внесён в Часть 2 Общего гербовника дворянских родов Всероссийской империи, стр. 75.

## Известные представители
- Сонин Еремей Васильевич  — наместник в Рыбном (1533).
- Сонин Андрей Васильевич - московский дворянин (1629-1640).
- Сонин Андрей Васильевич — судья на земском дворе (1654)
- Сонин Яков Клементьевич — полковой судья в Яблонове (1648)
- Сонин Перфилий Силич — воевода в Одоеве (1678)
- Сонины: Аким Семёнович, Борис Иванович, Еремей Степанович - московские дворяне (1692).
- Сонины Иван Филимонович и Михаил Григорьевич - стряпчие (1692)[4].
- Дмитрий Степанович Сонин — действительный статский советник, полковник, седьмой губернатор Рязанской губернии.
- Николай Яковлевич Сонин (1849—1915) — русский математик.
- Дмитрий Иванович Сонин - полковник, военный инженер. Георгиевский кавалер - № 6239; 11 декабря 1840.